# Oriental Institute (Chicago)
Het Oriental Institute (OI) is een interdisciplinair onderzoekscentrum voor het oude Nabije Oosten (de "Oriënt") en tevens een archeologisch museum. Het OI maakt onderdeel uit van de Universiteit van Chicago. Het werd opgericht door James Henry Breasted met financiële ondersteuning van John D. Rockefeller jr. Het instituut heeft een vestiging in Luxor in Egypte; het Chicago House. In het museum wordt een collectie archeologische artefacten tentoongesteld die afkomstig zijn van de opgravingen die door het instituut zijn uitgevoerd.